# Шлейфер, Николай Георгиевич
Николай Георгиевич Шлейфер (1864 — 1940) — российский скульптор, Камергер Высочайшего Двора, статский советник.

## Биография
Родился в 1864 году в семье военного инженера Георгия Ивановича Шлейфера.
Похоронен на некатолическом кладбище в Риме, где также похоронены его жена Елена Николаевна Шлейфер (1867—1954), урожд. Ротькова-Рожнова (дочь Н.А.Ротькова-Рожнова) и сын Юрий Николаевич Шлейфер (1905, Франкфурт-на-Майне—1983, Рим).

## Наиболее известные работы
- 1908 — бюст А. П. Чехова. Баденвейлер. Бюст не сохранился.[3][4]
- 1913 — памятник первому туркестанскому генерал-губернатору К. П. фон-Кауфману. Ташкент. Памятник не сохранился.

## Семья
- Шлейфер, Георгий Иванович (1828—1894) — российский военный инженер, генерал-лейтенант.